# ماسوآریوو (بلو سور تسیریبیهینا)
ماسوآریوو (به لاتین: Masoarivo) یک منطقهٔ مسکونی در ماداگاسکار است که در بلنی تسیریبینا (ناحیه) واقع شده‌است. ماسوآریوو ۳٬۰۰۰ نفر جمعیت دارد و ۲۵ متر بالاتر از سطح دریا واقع شده‌است.